# Polydactylus luparensis
Polydactylus luparensis is een straalvinnige vissensoort uit de familie van de draadvinnigen (Polynemidae). De wetenschappelijke naam van de soort is voor het eerst geldig gepubliceerd in 2010 door Lim, Motomura & Gambang.